# Sint-Martinuskerk (Woubrechtegem)

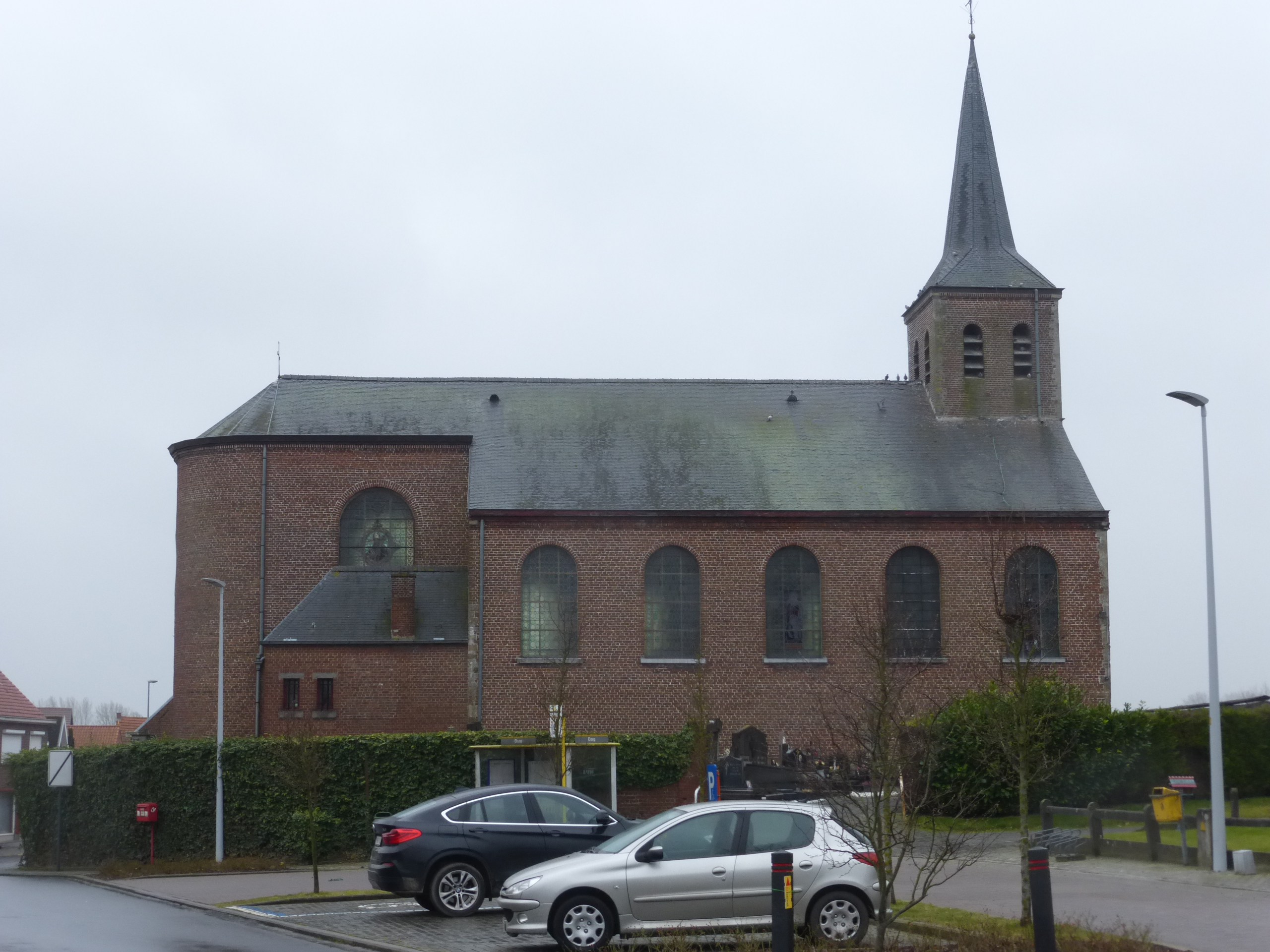
Sint-Martinuskerk

De Sint-Martinuskerk is de parochiekerk van de tot de Oost-Vlaamse gemeente Herzele behorende plaats Woubrechtegem, gelegen aan het Heilig-Hartplein 1.

## Geschiedenis
Oorspronkelijk stond hier een romaans kerkgebouw dat in het 4e kwart van de 16e eeuw, tijdens de godsdiensttwisten, werd verwoest en later hersteld. In 1840-1844 werd deze kerk gesloopt en in 1845 werd een nieuwe kerk ingewijd.

## Gebouw
Het neoclassicistisch pseudobasilicaal kerkgebouw is opgetrokken in baksteen, heeft rondbogige vensters, een vierkante, ingebouwde toren en een met halfronde apsis afgesloten koor.

## Interieur
De kerk bezit een 17e-eeuws doopvont. Uit de 18e eeuw stammen enkele schilderijen, de zijaltaren en de preekstoel.